# Kevin Malget
Kevin Malget (Wiltz, 15 januari 1991) is een voetballer uit Luxemburg. Hij speelt als verdediger en staat sinds 2011 onder contract bij F91 Dudelange.

## Interlandcarrière
Malget maakte zijn debuut voor de nationale ploeg van Luxemburg op 4 juni 2010 in de vriendschappelijke wedstrijd in Hesperange tegen Faeröer (0-0), net als Amel Cosic.

## Erelijst
F91 Dudelange
- Landskampioen

2012, 2014, 2016
- Beker van Luxemburg

2012